# Division de Larkana
La division de Larkana (en ourdou : لاڑکانہ ڈویژن ou en sindi : لاڙڪاڻو ڊويزن) est une subdivision administrative de la province du Sind au Pakistan. Elle compte environ six millions d'habitants en 2017, et sa capitale est Larkana.
Comme l'ensemble des divisions pakistanaises du Sind, la subdivision a été abrogée en 2000 avant d'être rétablie en 2011 par le gouvernement provincial.
La division regroupe les districts suivant :
- district de Jacobabad
- district de Kashmore
- district de Larkana
- district de Qambar Shahdadkot
- district de Shikarpur